# Agence nationale de la cybersécurité
L'Agence nationale de la cybersécurité (ANCS), anciennement Agence nationale de la sécurité informatique, est une agence tunisienne spécialisée dans la sécurité informatique.

## Historique
C'est en 1999 qu'a lieu le lancement, sur la base du décret no 99-2768 du 6 décembre 1999, d'une « unité de gestion par objectifs pour la réalisation du développement de la sécurité informatique » au sein du secrétariat d'État à l'informatique, dont le rôle est de suivre les derniers développements en matière de sécurité informatique et de veiller à l'amélioration de la sécurité des applications et infrastructures nationales critiques.

Logo de l'Agence nationale de la sécurité informatique.

Le rôle et la structure de l'unité sont modifiés en 2002 pour devenir une direction générale, en charge (en plus des fonctions précédentes) du développement d'une stratégie nationale et d'un plan national dans le domaine de la sécurité informatique et de la définition des instruments exécutifs pour une mise en œuvre efficace. L'année suivante, un Conseil des ministres restreint, présidé par le président Zine el-Abidine Ben Ali, est dédié à l'informatique et à la sécurité des systèmes d'information ; il prend les décisions suivantes :
- Création d'une agence nationale spécialisée dans la sécurité des systèmes d'information (outil exécutif de la stratégie et du plan national) ;
- Introduction d'un audit obligatoire et périodique dans le domaine de la sécurité informatique ;
- Création d'un corps d'auditeurs certifiés en sécurité des systèmes d'information.

C'est donc en 2004 qu'a lieu la création de l'Agence nationale de la sécurité informatique sur la base de la loi n°2004-5.

## Rôles
L'agence effectue un contrôle général des systèmes informatiques et des réseaux relevant des divers organismes publics et privés tunisiens. Elle est notamment chargée des missions suivantes :
- Veiller à l'exécution des orientations nationales et de la stratégie générale en matière de sécurité des systèmes informatiques et des réseaux ;
- Suivre l'exécution des plans et des programmes relatifs à la sécurité informatique dans le secteur public, à l'exception des applications particulières à la défense et à la sécurité nationale, et assurer la coordination entre les intervenants dans ce domaine ;
- Assurer la veille technologique dans le domaine de la sécurité informatique ;
- Établir des normes spécifiques à la sécurité informatique, élaborer des guides techniques et procéder à leur publication ;
- Œuvrer à encourager le développement de solutions nationales dans le domaine de la sécurité informatique et à les promouvoir conformément aux priorités et aux programmes qui seront fixés par l'agence ;
- Participer à la consolidation de la formation et du recyclage dans le domaine de la sécurité informatique ;
- Veiller à l'exécution des réglementations relatives à l'obligation de l'audit périodique de la sécurité des systèmes informatiques et des réseaux.

## Changement de dénomination
En vertu du décret-loi no 2023-17 du 11 mars 2023 relatif à la cybersécurité, l'Agence nationale de la sécurité informatique change de nom pour devenir l'Agence nationale de la cybersécurité. Ce texte, entré en vigueur le 11 septembre 2023, redéfinit également les missions de l'agence dans le cadre de la mise en place d'une gouvernance nationale de la cybersécurité.